# Lucille La Verne

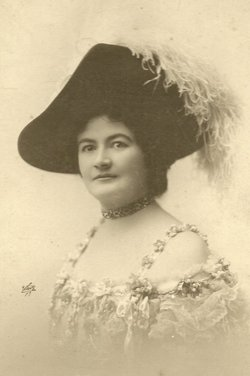
Lucille La Verne (1915)

Lucille La Verne (* 7. November 1872 in Nashville, Tennessee; † 4. März 1945 in Culver City, Kalifornien; eigentlich Lucille Mitchum) war eine US-amerikanische Theater- und Filmschauspielerin und ein Star des frühen 20. Jahrhunderts.

## Leben
Lucille La Verne spielte schon in ihrer Jugend auf Theatern, zum Beispiel die Rolle der Lady Macbeth. Bereits 1888 gab sie ihr Debüt am Broadway und erlangte schnell Lob und Bekanntheit für ihre Darstellungen. Ab Ende des 19. Jahrhunderts zog sie mit einer eigenen Theatergruppe durch die Vereinigten Staaten und tourte mit ihr durch Europa.
1914 spielte sie in Butterflies and Orange Blossoms zum ersten Mal in einem Stummfilm, wo sie eine erfolgreiche Karriere startete mit Rollen unter anderem in zwei Filmen von David Wark Griffith, Zwei Waisen im Sturm an der Seite von Lillian Gish und America. Ihr Talent für Komödie zeigte sie in Allan Dwans Verfilmung von Zaza, das Mädel vom Varieté neben Gloria Swanson und H. B. Warner. In den 1920ern kam La Verne zurück zum Theater und feierte 1923 mit Sun Up ihren größten Bühnenerfolg, in dessen Verfilmung sie 1925 die Hauptrolle übernahm. Sie machte ihr Tonfilmdebüt 1931 in Der kleine Cäsar als hinterhältige Hauswirtin von Edward G. Robinson. Es folgten weitere Filmauftritte wie in An American Tragedy unter der Regie von Josef von Sternberg nach dem gleichnamigen Roman von Theodore Dreiser und 1935 an der Seite von Ronald Colman in Flucht aus Paris, nach dem gleichnamigen Roman von Charles Dickens. Mitte der 1930er kehrte sie noch einmal zum Broadway zurück. 1937 lieh La Verne ihre Stimme sowohl der bösen Königin als auch der Hexe in Walt Disneys Schneewittchen und die sieben Zwerge, was ihre heute berühmteste Rolle wurde.
Nach diesem Erfolg beendete sie ihre Schauspielkarriere und wurde Mit-Eigentümerin einens erfolgreichen Nachtclubs. Am 4. März 1945 starb Lucille La Verne. Ihr Grab befindet sich auf dem Inglewood Park Cemetery.

## Filmografie
- 1914: Butterflies and Orange Blossoms
- 1915: Over Night
- 1916: Sweet Kitty Bellairs
- 1916: The Thousand-Dollar Husband
- 1917: Polly of the Circus
- 1918: The Life Mask
- 1918: Tempered Steel
- 1919: The Praise Agent
- 1921: Zwei Waisen im Sturm (Orphans of the Storm)
- 1923: The White Rose
- 1923: Zaza, das Mädel vom Varieté (Zaza)
- 1924: America
- 1924: His Darker Self
- 1925: Sun Up
- 1928: The Last Moment
- 1930: Abraham Lincoln
- 1930: Sinners’ Holiday
- 1930: Du Barry, Woman of Passion
- 1930: The Comeback
- 1931: Der kleine Cäsar (Little Caesar)
- 1931: The Great Meadow
- 1931: Eine amerikanische Tragödie (An American Tragedy)
- 1931: The Unholy Garden
- 1931: Verhängnis eines Tages (24 Hours)
- 1932: Union Depot
- 1932: She Wanted a Millionaire
- 1932: Alias the Doctor
- 1932: While Paris Sleeps
- 1932: Hearts of Humanity
- 1932: Breach of Promise
- 1932: A Strange Adventure
- 1932: Wild Horse Mesa
- 1933: Pilgrimage
- 1933: The Last Trail
- 1934: Beloved
- 1934: Kentucky Kernels
- 1934: Zirkus Barnum (The Mighty Barnum)
- 1934: School for Girls
- 1935: Flucht aus Paris (A Tale of Two Cities)
- 1936: The Blow Out
- 1936: Hearts of Humanity
- 1937: Schneewittchen und die sieben Zwerge (Snow White and the Seven Dwarfs) (Stimme)